# Волинський Леонід Наумович
Леоні́д Нау́мович Воли́нський (справжнє прізвище Рабинович; нар. 1 січня 1913, Одеса — пом. 28 серпня 1969, Москва) — український радянський художник театру, графік, письменник; член Спілки письменників СРСР.

## Життєпис
Народився 19 грудня 1912 [1 січня 1913] року в Одесі. У 1930—1934 роках навчався в Київському художньому інституті, після закінчення якого працював театральним художником — спочатку в філії Київського театру Червоної армії, згодом перейшов на роботу до Київського театру опери та балету.
Брав участь у Другій світовій війні. Потрапив у полон, втік, дійшов до Німеччини і в квітні 1945 року в званні лейтенанта опинився у Дрездені. З групою з 5 солдатів розшукав місце зберігання картин Дрезденської галереї і організував їх евакуацію. Після війни повернувся до Києва.
З 1968 року у Москві. Помер в Москві 28 серпня 1969 року. Похований на Введенському кладовищі (ділянка № 7).

## Творчість
Серед кращик оформлень до вистав:
- «Слава» Віктора Гусєва (1935, філія Київського театру Червоної армії);
- «Єгор Буличов та інші» Максима Горького (1936, філія Київського театру Червоної армії);
- «Весілля Фігаро» П'єра Бомарше (1941, Музично-драматичний театр Молдавії);
- «Демон» Антона Рубінштейна (1946, Київський театр опери та балету імені Т. Г. Шевченка);
- «Юність» Михайла Чулакі (1950, Київський театр опери та балету імені Т. Г. Шевченка).

Оформив:
- збірки творів Володимира Маяковського (Київ, 1953);
- «Твори в чотирьох томах» Володимира Короленка (Київ, 1953);
- поему «Василь Тьоркін» Олександра Твардовського (Київ, 1954);
- книжку «Давитіані» Давида Гурамішвілі (Київ, 1950).

Під псевдонімом Леонід Волинський опублікував ряд книг для юнацтва:
- «Сім днів» (1958) (автобіографічна повість про те, як він, лейтенант Радянської армії, рятував шедеври Дрезденської галереї в 1945 році);
- «Дім на осонні» (про життя і творчість Ван Гога);
- «Обличчя часу» (1962);
- «Зелене дерево життя» (1964);
- «Сторінки кам'яного літопису» (1967).